# کوپروپراکسی
کوپروپراکسی (به انگلیسی: Copropraxia) یک تیک بوده که شامل انجام غیرارادی حرکات زشت یا تابو و لمس نابجای دیگران است. این کلمه از یونانی κόπρος گرفته شده‌است. (kópros) به معنای «مدفوع» و πρᾶξις (prâxis) به معنای «عمل». کوپروپراکسی یک ویژگی نادر از سندرم تورت به شمار می‌رود. اصطلاحات مرتبط عبارتند از: کوپرولالیا که به استفاده غیرارادی از کلمات رکیک اشاره دارد و کوپروگرافیا که به ایجاد نوشته‌ها یا نقاشی‌های مبتذل گفته می‌شود.